# Личенца
Личенца (итал. Licenza) је насеље у Италији у округу Рим, региону Лацио.
Према процени из 2011. у насељу је живело 935 становника. Насеље се налази на надморској висини од 475 м.

## Становништво
Према резултатима пописа становништва 2011. у општини је живело 1.012 становника.
| 1936. | 1951. | 1961. | 1971. | 1981. | 1991. | 2001. | 2011. |
| ----- | ----- | ----- | ----- | ----- | ----- | ----- | ----- |
| 1.633 | 1.522 | 1.272 | 1.109 | 964   | 955   | 957   | 1.012 |